# Agnes (2016)
Agnes ist ein deutscher Kinofilm von 2016 nach dem gleichnamigen Roman von Peter Stamm. Regie führte Johannes Schmid, das Drehbuch stammt von Nora Lämmermann und Johannes Schmid. In den Hauptrollen sind Stephan Kampwirth und Odine Johne zu sehen.

## Handlung
Der 41-jährige Sachbuchautor Walter beginnt eine Affäre mit der wesentlich jüngeren und unnahbaren Studentin Agnes. Sie überredet ihn, einen Roman über sie zu schreiben, damit sie erfahren kann, wie ihre Persönlichkeit auf ihn wirkt. Bald verschwimmen Fiktion und Realität: Agnes erkennt, dass Walter sie in dem Roman geschönt darstellt und beider Beziehung verklärt; zunehmend verhält sie sich so, wie Walter sie in der Geschichte beschreibt. Als Agnes schwanger wird, reagiert Walter anders, als Agnes es erhoffte, so dass sie sich von ihm trennt. Nach der Fehlgeburt finden sie zunächst wieder zusammen. Als Agnes bestimmt, dass der Roman mit ihrem Selbstmord enden soll, bleibt für den Zuschauer unklar, ob ihr Erfrierungstod nur fiktiv oder auch in der Realität geschieht. Am Ende ist Walter wieder allein.

## Produktion

### Stab und Besetzung
Die Regie übernahm Johannes Schmid, Nora Lämmermann und Johannes Schmid die Arbeiten am Drehbuch. Der Film basiert auf dem 1998 veröffentlichten gleichnamigen Debütroman des Schweizer Schriftstellers Peter Stamm, der seit 2013 Abitur-Pflichtlektüre an den Gymnasien in Baden-Württemberg ist. Schmid war nach eigenen Aussagen schon viele Jahre ein begeisterter Leser von Stamms Romanen und sicherte sich 2008 die Rechte an Agnes. Abweichend von der Romanvorlage, in welcher die Geschichte in Chicago spielt, siedelte Schmid den Film in einer abstrakten deutschen Großstadt an, was nach seinen Aussagen die Finanzierung des Films erleichterte. Durch Vor- und Rückblenden und gegensätzliche Handlungsverläufe geht Schmid in seiner Version zudem über das Spiel mit Wirklichkeit und Fiktion der Romanvorlage hinaus. Als Begründung für diese Anpassungen und damit für die Abweichungen von der Romanvorlage gab Schmid an, Stamm lasse in seinem Buch sehr viel Interpretationsspielraum, vermeide jedes überflüssige Wort und komprimiere seine Geschichte, um so mehr Freiraum für den Leser zu schaffen. Für den Film mussten die Figuren allerdings konkretisiert werden, da es sich um echte Menschen handele. Dass das Publikum jedoch auch weiterhin die Geschehnisse interpretieren muss, ergebe sich dadurch, dass der Film keine Vorgeschichte der Figuren erzähle oder einfache Erklärungsversuche für ihr Verhalten biete und es dem Zuschauer hierdurch auch erleichtert werde, sich in den Figuren wiederzuerkennen.
Die Rolle von Agnes wurde mit der Schauspielerin Odine Johne besetzt.

### Filmmusik

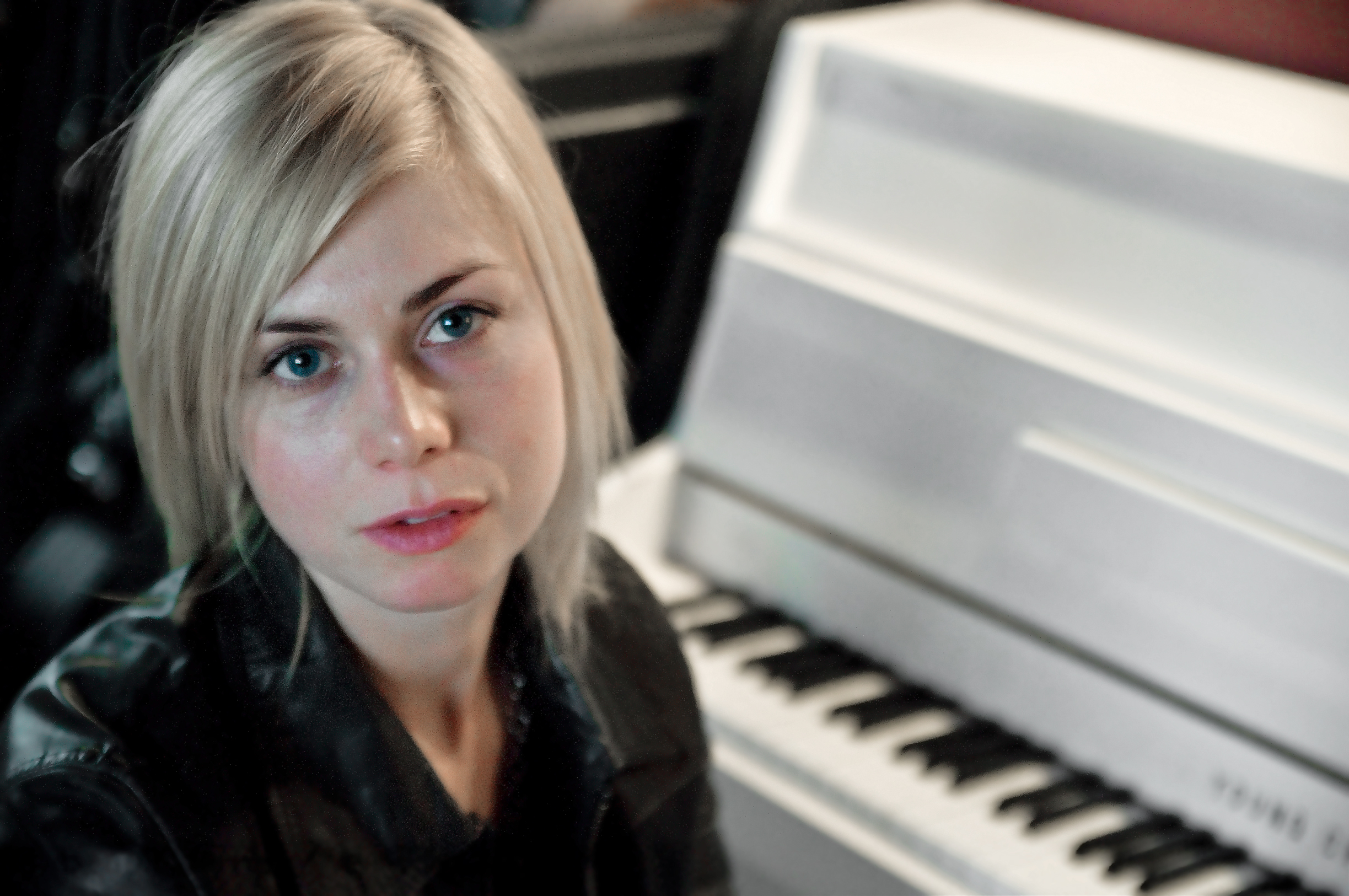
Aus Songs von Anna Ternheim entstand die Filmmusik

Für die Filmmusik arbeitete Schmid mit der schwedischen Singer-Songwriterin Anna Ternheim zusammen, zu der sich der Regisseur nach eigenen Aussagen musikalisch ähnlich hingezogen fühlte, wie literarisch zu Peter Stamm. Ternheim hatte mehrere Songs geschrieben, aus denen Themen entwickelt wurden, die Michael Heilrath, der Komponist, der auch die Filmmusik für Schmids vorherige Filme komponiert hatte, weiterverarbeitete.

### Veröffentlichung
Seine Weltpremiere feierte der Film am 5. Januar 2016 auf dem Palm Springs International Film Festival, seine Deutschlandpremiere am 19. Januar 2016 auf dem 37. Filmfestival Max Ophüls Preis, wo die Hauptdarstellerin Odine Johne als beste Nachwuchsdarstellerin ausgezeichnet wurde. Im Februar 2016 wurde der Film im Rahmen der Berlinale vorgestellt. Der offizielle Kinostart erfolgte am 2. Juni 2016.

## Rezeption

### Altersfreigabe
In Deutschland wurde der Film von der FSK ab 12 Jahren freigegeben, weil jüngere Kinder sowohl von einzelnen irritierenden Bildern und dramatischen, konflikthaften Momenten wie auch von der oft düsteren Atmosphäre emotional überfordert werden könnten. In der Freigabebescheinigung heißt es: Der komplexe, teils auch in Widersprüchen erzählte Film stellt eine Herausforderung für junge Zuschauer dar.

### Kritiken
Von der Deutschen Film- und Medienbewertung wurde Agnes mit dem Prädikat besonders wertvoll versehen. In der Begründung heißt es: „Diese Boy-Meets-Girl-Geschichte ist behutsam inszeniert, wie auch die Szenen körperlicher Liebe, in denen ästhetisch anspruchsvoll mit Kaschierungen gearbeitet wird, so dass sie nicht voyeuristisch geraten. Kamera und Montage sind trotz des klar erkennbaren Stilwillens unaufdringlich und weisen ein hervorragendes Timing auf, das stellenweise auch mit Überraschungen aufwarten kann, also von Konventionen gewinnbringend abzuweichen versteht.“
In der Begründung zur Auszeichnung von Odine Johne als beste Nachwuchsdarstellerin mit dem Max Ophüls Preis heißt es: „Sie schafft, Kraft ihres durchlässigen Spieles, ihre Figur im fragilen Geheimnis zwischen Realität und Fiktion zum Leben zu erwecken.“
Rüdiger Suchsland meint, Odine Johne sei in der Titelrolle von flirrender Intensität, Prägnanz und keinen Augenblick ohne Geheimnis und sagt über die Figur im Film: „Von Anfang an umgibt Agnes in Johannes Schmids Film ein Hauch des Rätselhaften. Still und tiefsinnig, zugleich leicht autistisch und nicht ohne innere Zwänge scheint sie zu sein – etwas aus der Zeit gefallen, ein wenig aber auch wie gar nicht von dieser Welt, dann aber auch wieder entschlossen und spontan.“
Oliver Stenzel von den Stuttgarter Nachrichten erkennt, dass sich Schmid in seiner Filmadaption auf ein ganz zentrales Motiv der Romanvorlage von Peter Stamm konzentriert hat: „In Beziehungen verändern sich Menschen durch den Blick des anderen, passen sich teils dessen Bild an.“ Weiter meint Stenzel: „Die dichte und raffiniert verschachtelte Inszenierung lässt den Zuschauer oft im Unklaren, ob er gerade Walters fiktiver Romanhandlung folgt oder der Wirklichkeit.“
Anke Leweke von DLF Kultur nennt den Film einen „eigenwilligen Psychothriller, dessen vermeintlich harmlose Bilder einen noch lange verfolgen werden“.    

### Auszeichnungen
Max Ophüls Preis 2016
- Auszeichnung als Beste Nachwuchsdarstellerin (Odine Johne)[10]